# Reino de Petén Itzá
El Reino de Petén Itzá con su capital en la ciudad insular de Nojpetén, situada en el Lago Petén Itzá, Guatemala, fue uno de los últimos bastiones independientes de la civilización maya durante la expansión colonial española en América. Tras la disolución de la Liga de Mayapán en el siglo XII, los itzás migraron hacia el sur, estableciendo su centro político y religioso en Nojpetén. Este enclave estratégico mantuvo su autonomía y religión ancestral durante siglos, resistiendo los intentos de conquista y evangelización europeos hasta finales del siglo XVII.
Con una arquitectura distinta cargada de simbolismo religioso, Nojpetén fue un centro de poder político y espiritual en las tierras bajas mayas. Durante el siglo XVI, exploradores y misioneros españoles intentaron repetidamente someter al reino, pero sus habitantes, liderados por el Canek, defendieron con éxito durante más de un siglo. En 1697, el Reino Itzá sucumbió tras un asalto militar liderado por Martín de Urzúa y Arizmendi, marcando el fin de la resistencia organizada de los pueblos mayas frente al dominio español.

## Nojpetén

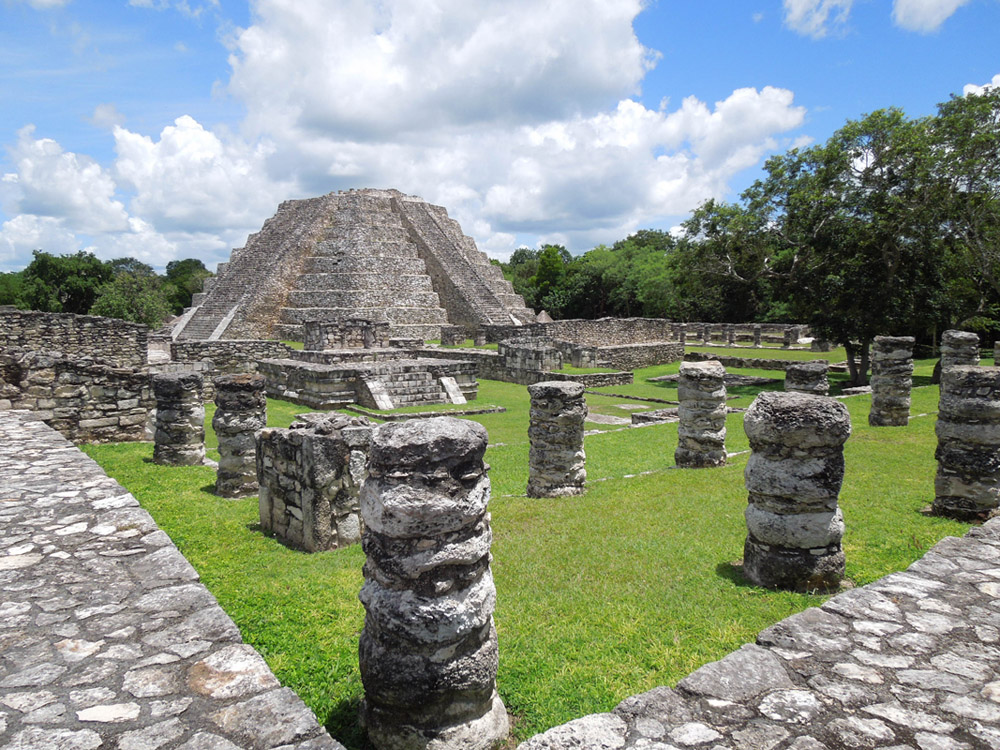
El templo de Nojpetén debió de parecerse al principal de Mayapán

Bernal Díaz del Castillo describió Nojpetén en el capítulo CLXXVIII de su Historia verdadera de la conquista de la Nueva España:

[...] Tayasal, el cual está en una isleta cercada de agua, e si no es en canoas, no pueden entrar en él por tierra, y blanqueaban las casas y adoratorios de más de dos leguas que se parecían, y era cabecera de otros pueblos chicos que allí cerca están.
Bernal Díaz del Castillo

La ciudad estaba repleta de edificios: templos, palacios y casas con techo de paja. Los relatos españoles de 1698 afirman que la ciudad tenía veintiún templos; el mayor de ellos (que los españoles llaman «castillo») tenía una base cuadrada de 16,5 m de lado. Tenía nueve terrazas escalonadas y estaba orientado hacia el norte; parecía muy similar en diseño a las pirámides principales de Chichén Itzá y Mayapán, en el Yucatán. Tenía aproximadamente la mitad del tamaño del «castillo» de Mayapán; cada piso se cree que tenía menos de un metro de alto, pero, pese a ello, la pirámide debía de ser imponente. Posiblemente solo tuviera una escalera de acceso en lugar de las cuatro radiales que se encuentran en los templos yucatecos. Estaba coronada por un santuario de techo plano que contenía estatuillas que representaban a los dioses itzás. Su desmantelamiento tuvo que exigir un esfuerzo considerable, pero no se menciona en la documentación española.
Cuando el misionero español Andrés de Avendaño y Loyola visitó la ciudad a principios de 1696, nueve de los templos habían sido incendiados recientemente durante un ataque de los mayas couoh, si bien habían sido reconstruidos; el asalto también había destruido muchas casas. Las cerámicas rituales, que los españoles tomaron por ídolos paganos, estaban dispuestas en parejas en pequeños bancos distribuidos por toda la ciudad. Los españoles las destruyeron tras conquistar la ciudad.

## Historia

### Separación de la Liga de Mayapán y migración al Petén

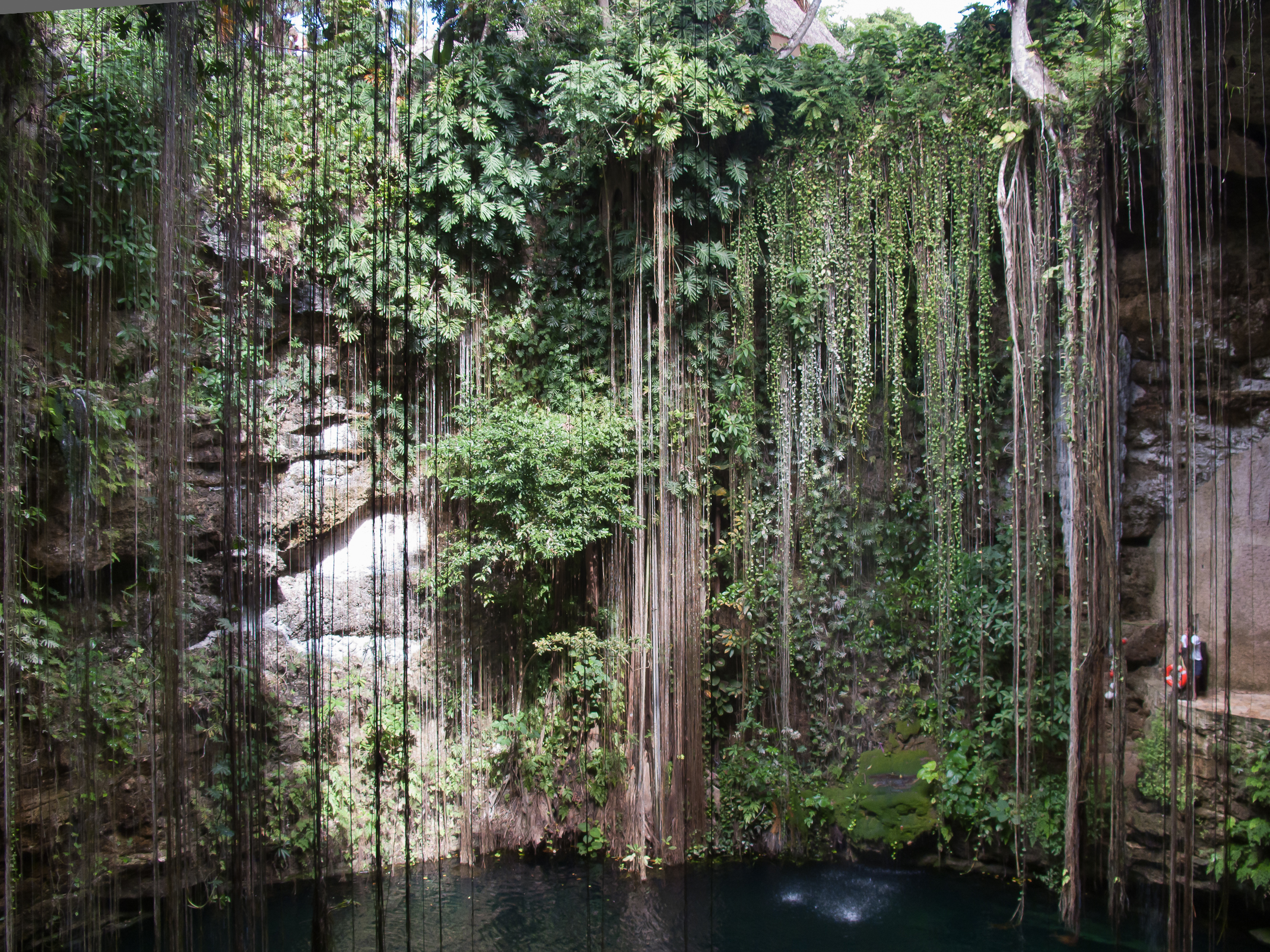
El cenote sagrado en Chichén Itzá

En 1175 la Liga de Mayapán comenzó a desintegrarse. Un cocom llamado Ceel Cauich Ah fue arrojado al cenote de Chichén Itzá, un hoyo profundo lleno de agua. El agua está a quince metros del borde del pozo, cuyas paredes son muy empinadas. Se consideraba una entrada al otro mundo y es casi imposible salir de él. Pero Ceel lo logró y se proclamó ahau, jefe espiritual y político. También adoptó el nombre de Hunac Ceel Cauich. Los itzás no reconocieron su autoridad, pero sí lo hicieron muchos de Mayapán y la región de los cocom. En 1194 Hunac Ceel Cauich declaró la guerra a Chac Chac Xib, uno de los cuatro señores de Chichén Itzá, que eran hermanos. Los otros tres eran Sac Xib Chac, Chac Ek Yuuan y Hun Yuuan Chac (también llamado uooh Puc). Los itzás finalmente emigraron a Tayasal, una isla en el lago Petén Itzá, en 1194.

### Principios delsigloXVI
En 1525, después de la conquista española del Imperio azteca, Hernán Cortés dirigió una expedición a Honduras por tierra, que atravesó el reino itzá. Su objetivo era someter al rebelde Cristóbal de Olid, a quien había encomendado conquistar Honduras y que se había independizado al llegar allí. Cortés alcanzó la orilla septentrional del lago Petén Itzá el 13 de marzo de 1525, donde lo recibió el Aj Kan Ek', el señor del lugar. Los sacerdotes católicos que acompañaban a la expedición celebraron la misa en presencia de este, de quien se dijo que quedó tan impresionado que se comprometió a adorar la Cruz y destruir sus ídolos. Cortés aceptó la invitación del rey para visitar Nojpetén y cruzó a la ciudad maya con un pequeño contingente de soldados españoles, mientras el resto del ejército rodeaba el lago para reunirse con él en la orilla sur. Cortés les dejó a los itzá un caballo cojo que trataron como una deidad; intentaron alimentarlo con aves de corral, carne roja y flores, pero el animal murió al poco.

### Comienzos delsigloXVII
Después de Cortés, ningún español visitó a los belicosos itzás de Nojpetén durante casi cien años. En 1618, dos frailes franciscanos salieron de Mérida, en Yucatán, con la misión de convertir pacíficamente a itzás, que conservaban su antigua religión en el centro del Petén. A Bartolomé de Fuensalida y Juan de Orbita los acompañaba el alcalde de Bacalar (un funcionario colonial español) y algunos mayas cristianizados. Después de un arduo viaje de seis meses, los viajeros fueron bien recibidos por el Kan Ek' de entonces. Se quedaron algunos días en Nojpetén para tratar de evangelizar a los itzás, pero el Aj Kan Ek 'se negó a renunciar a la religión maya, aunque mostró interés en las misas que celebraron los misioneros. Les explicó que, según una antigua profecía itzá, aún no era el momento de convertirse al cristianismo. Desde que Cortés hubiera visitado Nojpetén, los itzás habían hecho una estatua del caballo deificado. Juan de Orbita se indignó por lo que consideró un ídolo y se apresuró a hacerlo añicos. Fuensalida calmó la furia de los indios y salvó la vida de sus compañeros merced a un sermón especialmente elocuente con el que obtuvo el perdón de la ofensa. Sin embargo, los intentos de convertir a los itzás fracasaron y los frailes acabaron por abandonar amistosamente Nojpetén.
Los frailes regresaron en 1619; llegaron en octubre y permanecieron dieciocho días en la ciudad. Una vez más, el Kan Ek' les dio la bienvenida, pero los sacerdotes mayas les fueron hostiles, pues temían su influencia sobre el rey. En consecuencia, hicieron que la esposa del soberano lo persuadiera de la conveniencia de expulsarlos, como así se hizo. Un grupo de guerreros armados rodeó los alojamientos de los misioneros y tanto estos como sus sirvientes fueron escoltados a una canoa que los esperaba; allí se les ordenó que se fueran y no regresaran nunca. Juan de Orbita intentó resistirse, pero un guerrero itzá lo dejó inconsciente. Los misioneros fueron expulsados sin comida ni agua, pero sobrevivieron al viaje de regreso a Mérida.

### Intermedio
En 1622 el capitán Francisco de Mirones partió del Yucatán para acometer a los itzás. Posteriormente se unió a su ejército el fraile franciscano Diego Delgado. De camino a Nojpetén, Delgado creyó que el trato del ejército a los mayas era cruel y lo dejó para dirigirse por su cuenta a Nojpetén con ochenta mayas cristianizados oriundos de Tipu, en Belice. Cuando el grupo llegó a Nojpetén, todos fueron apresados y sacrificados a los dioses mayas. Poco después, los itzás sorprendieron a Mirones y sus soldados con la guardia baja y desarmados en la iglesia de Sacalum y los pasaron a todos por las armas. Estos hechos pusieron fin a los contactos españoles con los itzás hasta 1695.

### Finales delsigloXVII
En 1695 el gobernador de Yucatán, Martín de Urzúa y Arizmendi, comenzó a construir una carretera desde Campeche al Petén. El franciscano Andrés de Avendaño la siguió todo lo que pudo y, cuando llegó al extremo de las obras, continuó hacia Nojpetén con guías mayas de la zona. El grupo alcanzó el extremo occidental del lago Petén Itzá y fue recibido con alborozo por los itzás locales. Al día siguiente, el Aj Kan Ek' de entonces cruzó el lago con ochenta canoas para recibir a los visitantes. Los franciscanos regresaron a Nojpetén con el Kan Ek' y bautizaron a más de trescientos niños itzás durante los cuatro días siguientes. Avendaño intentó convencer al Kan Ek' para que también se convirtiera al cristianismo y se rindiera a la Corona española, pero en vano. El rey itzá, como su antepasado, citó la profecía y afirmó que aún no era el momento adecuado para abrazar el cristianismo. Pidió a los españoles que regresaran dentro de cuatro meses, momento en el que los itzás se convertirían y jurarían lealtad al rey de España. Descubrió una conjura de un grupo itzá rival para emboscar y matar a los franciscanos y les aconsejó a estos que regresaran a Mérida por Tipu. Los frailes españoles se perdieron y sufrieron grandes penurias, pero finalmente volvieron a Mérida después de un mes de viaje.
El Kan Ek' despachó emisarios a Mérida en diciembre de 1695 para informar a Martín de Ursúa de que los itzás se someterían pacíficamente al dominio español. El capitán Pedro de Zubiaur llegó al lago Petén Itza con sesenta soldados, el fraile San Buenaventura y guerreros mayas yucatecos aliados. Aunque esperaban una bienvenida pacífica, fueron atacados de inmediato por unos dos mil guerreros mayas. San Buenaventura y uno de sus compañeros franciscanos, un soldado español y varios guerreros mayas yucatecos fueron hechos prisioneros. Refuerzos españoles llegaron al día siguiente, pero los itzás repelieron su acometida. Este giro de los acontecimientos convenció a Martín de Ursúa de que el Kan Ek' no se rendiría pacíficamente, por lo que comenzó a organizar el asalto a Nojpetén.

### Guerra con los couoh

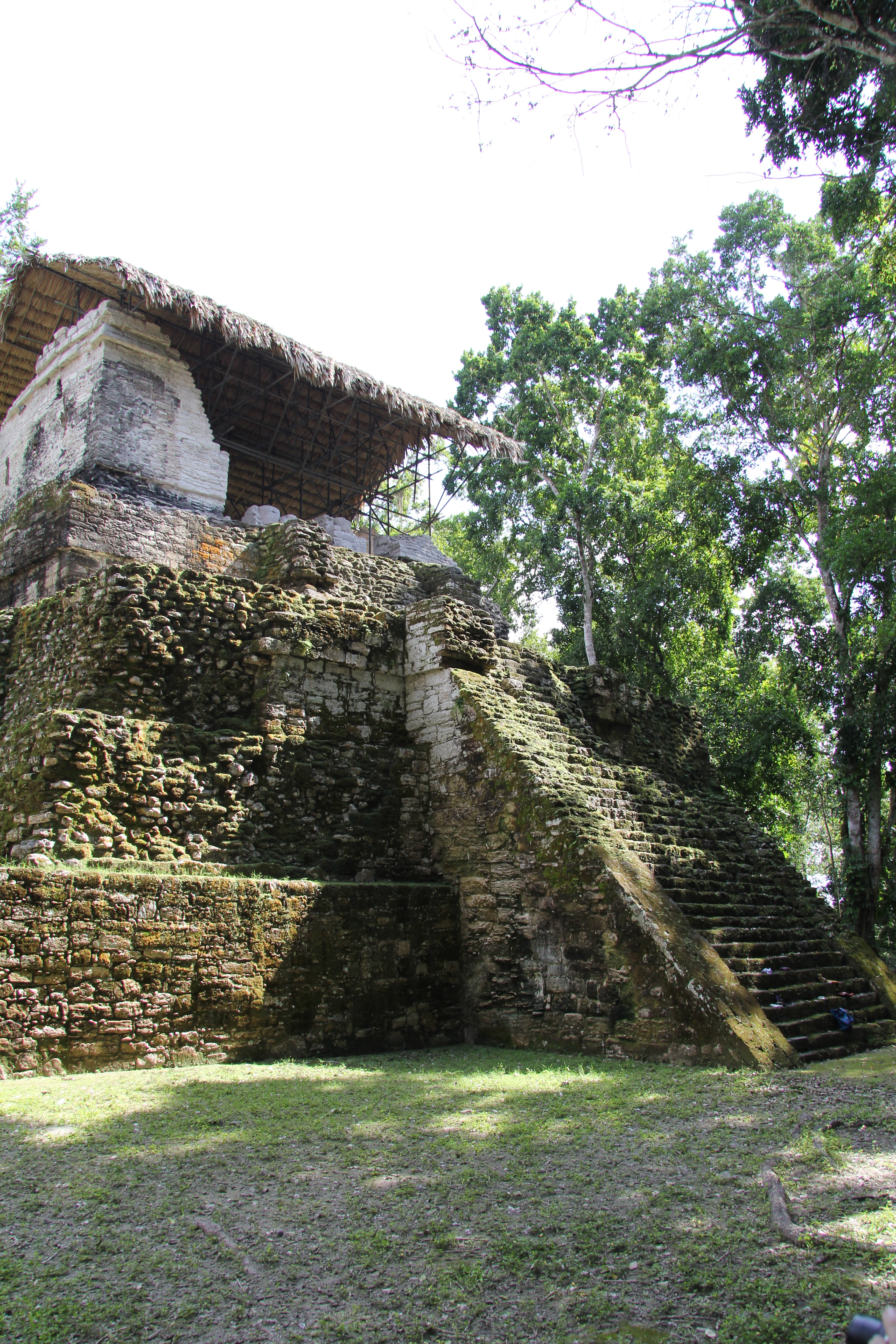
Topoxté era la ciudad secundaria de los couoh. Fue abandonada antes de la conquista española

En 1696, los couoh atacaron Nojpetén. Los itzás pudieron expulsarlos de la ciudad, pero esta sufrió considerables destrozos en los combates.

### Conquista

Los territorios en torno al lago Petén Itzá en 1697

Martín de Ursúa alcanzó la orilla del lago al frente de un ejército español el 1 de marzo de 1697 y allí construyó un campamento fortificado y un barco para atacar la ciudad insular. El 10 de marzo, el Kan Ek' envió una canoa con una bandera blanca; entre los emisarios del señor de la ciudad estaba el sumo sacerdote, que expresó la disposición itzá a rendirse pacíficamente. Ursúa recibió a la embajada e invitó al Kan Ek' a visitar su campamento tres días después. El día señalado, el Kan Ek' no llegó y los españoles observaron que los guerreros mayas se reunían, tanto a orillas del lago como en canoas. Ursúa descartó entonces que los itzás se fuesen a someter pacíficamente a la autoridad del monarca español y el 13 de marzo emprendió el asalto por el lago a la capital del Kan Ek'. La ciudad cayó tras una breve pero sangrienta batalla en la que murieron muchos guerreros itzás; los españoles tuvieron pocas bajas. Los itzás supervivientes trataron de llegar a tierra firme nadando, pero muchos se ahogaron. Martín de Ursúa plantó su estandarte en el punto más alto de la isla y rebautizó Nojpetén como Nuestra Señora de los Remedios y San Pablo, Lago del Itzá. El Kan Ek' fue apresado pronto con la ayuda del señor maya de Yalain. Ursúa regresó a Mérida, dejando al Kan Ek' y a otros ilustres familiares suyos prisioneros de la guarnición española de la nueva Nuestra Señora de los Remedios y San Pablo. Llegaron refuerzos desde Santiago de los Caballeros de Guatemala en 1699, pero una epidemia los hizo retirarse pronto. Volvieron a la capital guatemalteca llevando consigo al Kan Ek' a su hijo y a dos de sus primos. Estos últimos murieron en el camino; el último Kan Ek' y su hijo pasaron el resto de sus vidas bajo arresto domiciliario en la capital colonial.